# 191-я резервная дивизия (вермахт)
191-я резервная дивизия (нем. 191. Reserve-Division) — резервное тактическое соединение сухопутных войск вооружённых сил нацистской Германии периода Второй мировой войны. В феврале 1944 года была преобразована в 49-ю пехотную дивизию.

## История
191-я резервная дивизия была сформирована 25 сентября 1942 года путём переформирования дивизии № 191, входившей в состав сил резервных войск Вермахта в оккупированной Франции. Она была размещена на севере Франции, сначала возле Монса, а затем в Булони. Основные силы выполняли задачи по обороне берегового побережья Ла-Манша, штаб-квартира дивизии находилась в Монсе. 1 февраля 1944 года была преобразована в 49-ю пехотную дивизию.

## Местонахождение
- с сентября 1942 по февраль 1944 (Франция)

## Подчинение
- 82-й армейский корпус 15-й армии группы армий «D» (14 марта 1943 - 1 февраля 1944)

## Командиры
- генерал-майор Карл фон Кребс (25 сентября 1942 - 1 марта 1943)
- генерал-лейтенант Зигфрид Махольц (1 марта 1943 - 1 января 1944)
- генерал-лейтенант Эрих Басслер (1 января - 1 февраля 1944)

## Состав
- 31-й резервный гренадерский полк (Reserve-Grenadier-Regiment 26)
- 267-й резервный гренадерский полк (Reserve-Grenadier-Regiment 227)
- резервная боевая группа «Центр» (Reserve-Kampfgruppe „Mitte“)
- 211-й резервный артиллерийский дивизион (Reserve-Artillerie-Abteilung 211)
- 1091-й резервный сапёрный батальон (Reserve-Pionier-Bataillon 1091)
- 1091-й резервный противотанковая батарея (Reserve-Panzerjäger-Kompanie 1091)
- 1091-й резервный велосипедный батальон (Reserve-Radfahr-Abteilung 1091)
- 1091-й резервная рота связи (Reserve-Nachrichten-Kompanie 1091)
- 1091-й отряд материального обеспечения (Nachschubtruppen 1091)